# 英國對查戈斯人的驅逐
[[File:Diplomatic Cable signed by D.A. Greenhill, dated August 24, 1966.jpg|thumb|英國1966年的外交電報：不幸的是，要走的除了雀鳥之外，還有一小撮「泰山」或「星期五」{{notetag|，貶義詞，取自《魯賓遜漂流記》中名叫星期五的黑人奴僕）。]]

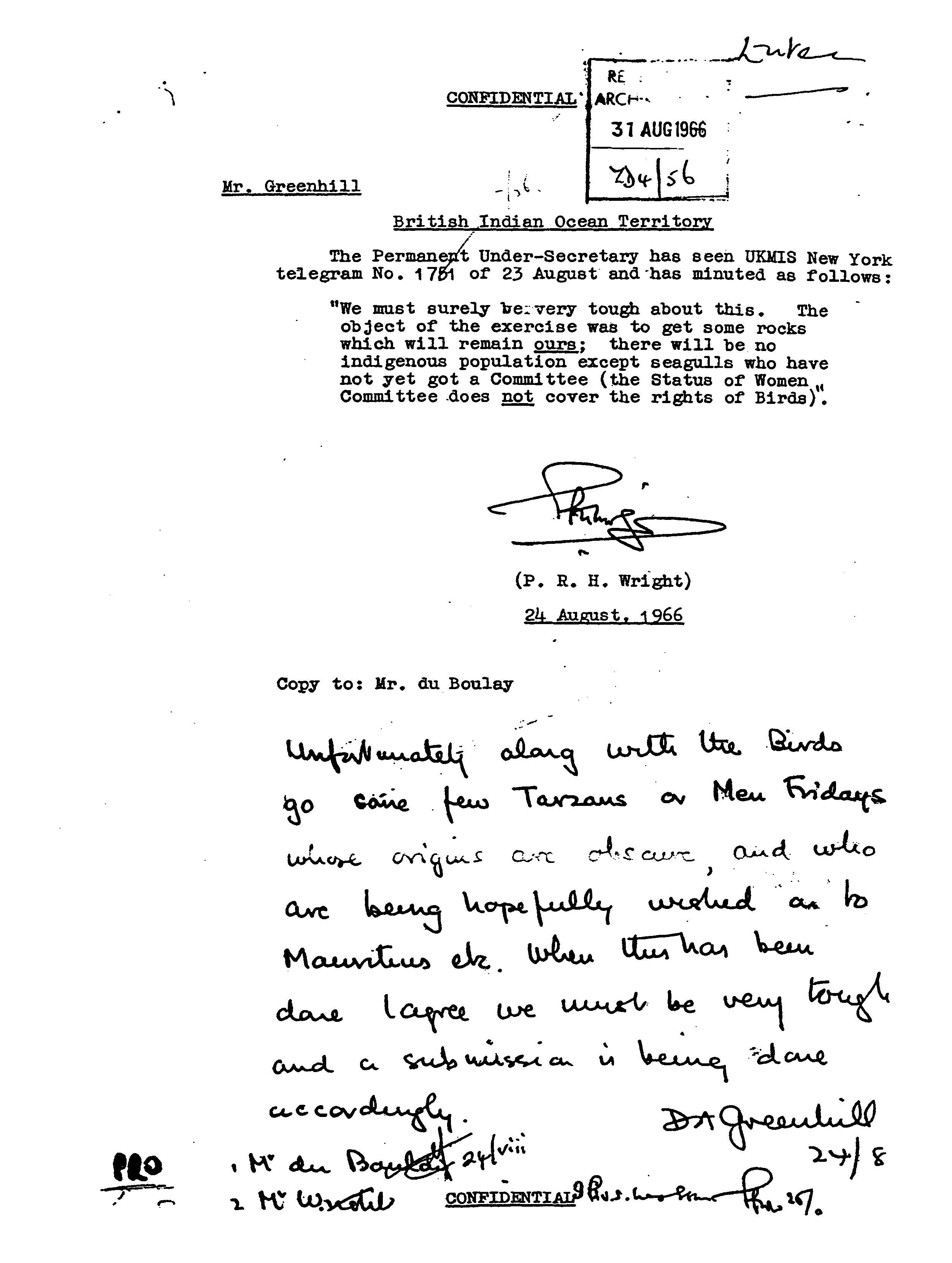
英國1966年的外交電報：不幸的是，要走的除了雀鳥之外，還有一小撮「泰山」或「星期五」notetag|Man Fridays，貶義詞，取自《魯賓遜漂流記》中名叫星期五的黑人奴僕）。

英國政府於1965年至1973年間，為便利美軍設立軍事基地，而驅逐查戈斯群岛上的查戈斯人。查戈斯人是查戈斯群岛的原住民，英國殖民當局在没有考慮過他們的意願或利益的情况下，迫使他们放棄自己的家園和財產；大多數人被驅逐到毛里裘斯和塞舌爾，这两个国家都是失業率和貧窮率很高的國家。寄人篱下的他們沒有獲得任何幫助，在异国他乡没有自己的住所，既没有工作也没有钱，面臨着極端貧困和受種族歧視的苦況。今日，國際輿論多認為，英國驅逐查哥斯人之舉，已構成種族清洗。

## 背景
查戈斯人絕大部份是18世紀法國人帶到查戈斯群島的非洲奴隸的後代，他們以椰子種植園提取出椰子核和做農活維持生計。
自從1815年拿破崙戰敗後，查戈斯群島就被英國統治，在此期間查戈斯人皈依了基督教。20年後奴隸制被廢除。雖然查戈斯人仍处于農業社會，当地不仅沒有人失業，並且还人人享有社會福利。
1950年代後期，服役于美國海軍的公務員斯圖爾特·巴伯（Stuart Barber，后来成為了美國在迪戈加西亞島上的海外大型軍事基地的一名建築師）形容查戈斯群岛为「迪戈加西亞（Diego Garcia）的美麗環礁，正位處海洋中間」。
在冷戰中期，巴伯等官員擔心美國在印度洋幾乎沒有軍事存在。巴伯指出，迪戈加西亞的地理位置，使之能夠免於敵人的襲擊，而且從南非到中東再延伸至東南亞的廣大區域，都在該島的攻擊距離之內。至少从1959年起，美國軍方就開始對迪戈加西亞島感興趣，打算於該島建立一個軍事基地，希望提高監測蘇聯在印度洋的活動的能力。
按照巴伯的想法，肯尼迪和約翰遜政府一直游说英國政府，要求將查戈斯群島從仍為英國殖民地的毛里裘斯分開，建立英屬印度洋領地，單純用来容納美國的軍事設施。
在與英國官員秘密談判期間，五角大廈和國務院的官員都堅持認為查戈斯群島要受美國的獨有控制，並且當地要沒有居民。美國人希望可以「打掃」和「消毒」這些島嶼。英國人對這項提議感到高興，他們只當查戈斯人是島上的臨時工，或者用一名軍官的話來說，那些要離開群島的人是「泰山」和「星期五」（Man Fridays，帶有種族主義的稱號，取自《魯濱遜漂流記》的黑人奴僕名字）。
1965年11月8日，英國政府發出樞密院命令，將查戈斯群島從毛里裘斯析出，置英屬印度洋領地。為了避免引起聯合國注意，英國政府聲稱群島上只有季節性工人，又建議英國駐聯合國代表採取「悄然無視」（quiet disregard）政策。
據一位美國談判代表稱，這項計劃「在黑暗的掩護下」進行談判，在1966年12月30日簽署的換文中最终得到確認。這些換文实际相當於條約，但因为不需要議會的批准，兩國政府都可以將其計劃隱藏起來。該協議確定該島將在沒有人口的情況下交付美国使用50年，並可再延長20年。

## 清退人口的過程
英國人和美國人采取了可能屬於非法和暴力的行為以強制清退人口。其中包括：
- 封鎖島嶼，禁止攜帶食物的船隻前往，從而製造饑荒。
- 屠殺島上全部的狗，起初是使狗中毒，後來將狗分組用毒氣殺死。那些逃脫的狗被毆打，再放在火爐燒死。屠狗暴行使得查戈斯人大為悲痛，因為狗對於查戈斯人至關重要，牠們既是寵物，也是狩獵的夥伴。[4]

人口清退行动开始于1968年，结束于1973年4月27日驅逐佩魯斯巴紐斯島環礁居民。1971年1月，美軍人員開始進駐島上建設基地。同年4月16日，由英國政府委任的英屬印度洋領地專員，还制定英屬印度洋領地入境條例第一條。该法規定，如有人無軍方批准或持有許可證而在群島上，即屬刑事罪行。英國外交和聯邦事務部的內部文件稱，這條入境法例的目的在於維持島上沒有永久或半永久居民的假象（fiction），並且只在流通量極小的《英屬印度洋領地政府憲報》刊登，避免外人發現。
許多前往毛里裘斯的查戈斯人，如在1968年离开的歌手Chartesie Alexis和在1971年离开的Christian Ramdas，都發現他們被剝奪了返回查戈斯群島取回財物的權利。他們因此身無分文，流離失所，而且無法将消息传給還在群島上的人。有人前往毛里裘斯尋找失蹤的親人，才知道自己也不能回家。其中Marie Aimee最为典型：她於1969年帶兩名孩子到毛里裘斯的路易港治病，卻驚覺自己被禁止登船回家；兩年後她才與丈夫重聚。部分查戈斯人被強迫登船離開，还有些則被英国人以海外免費度假等方式誘騙，然後被禁止返回。
由於查戈斯人一直分散居住，他們缺乏防衛能力，没有自己真正的权益代表。而正因此，当作为他們唯一生活來源的椰乾廠消失后，他们也只能接受到當局的擺佈。英國當局為免外界批評，借助了所谓“私人民兵”來進行驅逐行动。其中1971年的最後數次驅逐行動尤为瞩目。老人婦孺被聚集在一起，当局強迫他们登上Nordvaer號貨船，放棄他們包括房屋、田地、農場牲畜、甚至他們的狗在内的一切所有物。根據他們的證詞，負責監督船運的美國軍官霍布森給了那些試圖反抗的人兩個選擇：「不走就餓死」。查戈斯人分組乘坐一艘船，航行近4100公里到達毛里裘斯，在不人道的條件下度過旅程。男人被下令在船橋甲板上擠成一團，忍受惡劣天氣，而女人和小孩則被關在貨艙內。五日的航程中，他们没有获得一点食物补给，而船上的馬匹卻得到餵飼。抵達毛里裘斯後，查戈斯人被丟在港口自生自滅。虽然他們是英國公民，但却沒有英國官員來理會他們。他們因此不得不住在貧民區。
1975年發表的一份報告顯示流亡到毛里裘斯的查戈斯人的下場：受訪的277個家庭中，有一半承認他們住在条件惡劣的房屋中，每月收入在10到25盧比之間，得到的唯一工作是在路易港碼頭幹活。大多數儿童沒有上學。同年，有26戶家庭因為貧困而死亡，有9人自殺。年輕的女孩被迫賣淫來買食物。最初，英國政府於1972年向毛里裘斯政府支付了100萬美元（650,000英鎊）；但是在經過查戈斯人的多次抗議（包括絕食抗議），以及他们在英國高級專員駐路易港的辦公室外的多番示威遊行之後，直到1978年這筆錢才到他们手上。1982年，英國支付了400萬英鎊的賠償金，但这还不足全體人口生存所需的一半，英国人还附加了一個條件，要求接受賠償的查戈斯人，必須承認已經得到完全的賠償，並且不能再回到查戈斯群島。同意書以法律英語寫成，但島民連英語也不懂，只被告知要簽名或打指模才能領到賠償。許多人因為無知、貧窮或厭倦了鬥爭而接受賠償。
據統計，查戈斯群岛原先2000名居民中現在還活着的不到700人。多年以來，包括美國政治人士在内，外界对此事知之甚少。在驅逐查戈斯人一事中，英国不仅從美國獲得了美国在英國本土驻军的更大安全保障，还以1400萬美元的折扣購買用以裝備潛艇的北極星導彈。

## 後續發展
1998年，查戈斯人及其後裔決定诉诸公堂。多位專家的意見認為，英国在这一案件中公然違反國際法。2000年，英國高等法院裁定，驅逐查戈斯人是違法的，查戈斯人有權回到故土；2004年，上訴庭再次確定原先的裁決。但英國政府隨後運用皇家特權頒佈樞密院命令，永遠禁止查戈斯人回家。
2006年，高等法院發布了裁決，宣布英國政府將居民驅逐出家園是實施了非法行為。法官認為，英國政府驅逐全体人口的決定「令人厭惡」
The suggestion that a minister can, through the means of an order in council, exile a whole population from a British Overseas Territory and claim that he is doing so for the 'peace, order and good government' of the territory is to us repugnant.（有人覺得，一個大臣可以通過樞密院的一項命令，就將全體人口從英國海外領土上流放出去，並聲稱他這樣做是為了領土的「和平，秩序和良好統治」，對此我們認為是令人厭惡的。）——Judges, Lord Justice Hooper 及 Mr Justice Cresswell
然而各屆英國政府都無視裁決，而英國外交部則繼續上訴，直到2008年上議院以微弱優勢裁定英國政府勝訴。上議院提出的論點是，政府有足夠的權力在其殖民地立法，以保障聯合王國的利益。美國已經警告說，居民返回將意味著他們的基地有「不可接受的風險」。代表英國政府的喬納森·克朗在辯論中說：「查戈斯人沒有他們自己的領地，他們絕對無權在島上。」
蘇格蘭議會議員、帝國主義的批評者Tam Dalyell在英國下議院積極為查戈斯人維權。
決心光復故土的島民们又狀告到歐洲人權法院。2012年，歐洲人權法院駁回他們的訴訟申請，稱英屬印度洋領地的居民没有向該法院請願權，一個理由是他們在1982年領取賠償時簽署了放棄其他追討的同意書。而根據《國際刑事法院羅馬規約》第七條，「驅逐出境或強行遷移人口」若是「在廣泛或有系統地針對任何平民人口進行的攻擊中，在明知這一攻擊的情况下，作為攻擊的一部分而實施」，便構成「危害人類罪」。雖然英國的行動足以入罪，但是國際刑事法院的管轄權沒有追溯性，不能審理在2002年7月1日法院成立前所發生的罪行。
2010年，英國外交大臣米利班德宣布將於查戈斯群島創建世界上最大的海洋保護區，包括大約55個小島，以在水域中發現的220種珊瑚和一千多種魚類為基礎。為了保護這個處女地區，「查戈斯農民不得在島上居住」這一點至關重要。2009年維基解密發布的一份外交電文揭示了該計劃背後的明顯動機，電文的大意如下：
女王陛下政府希望建立一個「海洋公園」或「保護區」，為英屬印度洋領地（BIOT）的珊瑚礁和水域提供全面環境保護。英國外交部一位高級官員柯林·羅伯茲在5月12日將此事告知政務參贊。該官員堅稱，建立一個世界上最大的海洋公園，絕對不會妨礙美國政府為軍事目的而使用包括迪戈加西亞在內的BIOT。他同意英國和美國應該仔細商討海洋保護區的細節，以確保美國的利益得到保護，BIOT的戰略價值得到維持。他說，如果整個查戈斯群島都是海洋保護區，那麼BIOT從前的居民會發現他們要求在群島上重新定居，即使並非不可能，也是難以達成。
這份2009年的電文中，顯示英國外交官的心態與1960年代無別；他再次用種族歧視名詞稱呼查戈斯人，並對驅逐行為毫無悔意：
羅伯茨注意到「（關於海洋公園的）一些提議會給查戈斯人擔任管理員」在BIOT之內，不過沒提供細節。但他指出，按照女王陛下政府對於保護區的現時想法，在BIOT無人居住的島嶼上，將會「沒有人類腳印」或「星期五」。（there would be "no human footprints" or "Man Fridays"）……羅伯茨強調：「我們不後悔移除了人口」。他說，因為BIOT要完全達到戰略目的，移除是必需的。
2014年，英國政府被揭露從1990年代起售賣英屬印度洋領地的.io域名，獲得可能很豐厚的收入；但是本應從中得益的查戈斯人一直被蒙在鼓裏，得不到一分一毫去改善他們的貧困生活。
據統計，有4000名查戈斯人在毛里裘斯生活。在迪戈加西亞，估計有40名英國人、1000名美國軍人和2400名支援人員。美國軍隊從這島上發動对阿富汗和伊拉克目標的袭击，外界相信还有恐怖主義嫌疑人被拘禁在這島上並遭受酷刑。雖然毛里裘斯和印度洋大部份的鄰近國家都簽署了無核化的條約，人們还是擔心查戈斯基地有帶有核彈頭的導彈。查戈斯人依旧生活貧困，而他们的故乡迪戈加西亚岛已經成為美國在中東軍事部署上的重要基地。
国际法院以13比1的多数判定英国1965年将殖民地查戈斯群岛从毛里求斯其他地区分离出来的做法是非法的，法院认为英国有义务“尽快结束对查戈斯群岛的管理”。

### 引用
1. ↑  Lauterpacht et al 2010，第630頁
2. ↑  Lauterpacht et al 2010，第636頁
3. 1 2 3 4 5  Le Clezio, J.M. . Letras Libres. Ciudad de México: Editorial Vuelta. 2003-05  [2016-05-23]. （原始内容存档于2016-06-11） （西班牙语）. （页面存档备份，存于）
4. 1 2 3 4 5  . London: The Prisma. 2012-07-16  [2016-05-23]. （原始内容存档于2016-06-24） （西班牙语）. （页面存档备份，存于）
5. 1 2 3 4 5 6 7  Vine, David. . TruthDig. 2015-06-15  [2016-05-23]. （原始内容存档于2016-05-07） （英语）. （页面存档备份，存于）
6. 1 2 3  Harris, Joshua. . ICE Case Studies. 2003-12  [2016-05-23]. （原始内容存档于2016-03-03）. （页面存档备份，存于）
7. ↑  Sarah Tisseyre. . The Guardian. 2005-05-19  [2018-05-27]. ISSN 0261-3077. （原始内容存档于2016-03-03） （英语）. （页面存档备份，存于）
8. ↑  Ewan 2014，第80頁
9. ↑  : 396.   [2016-05-23]. （原始内容存档于2016-07-16） （英语）. （页面存档备份，存于）
10. 1 2 3 4  Cibeira, Fernando. . Buenos Aires: Editorial La Página: 12. 2012-02-19  [2016-05-23]. （原始内容存档于2016-06-03） （西班牙语）. （页面存档备份，存于）
11. 1 2  . BBC. 2008-10-22  [2014-06-06]. （原始内容存档于2014-06-07） （英语）. （页面存档备份，存于）
12. ↑  . BBC. 2008-02-19  [2014-06-06]. （原始内容存档于2014-06-06） （英语）. （页面存档备份，存于）
13. ↑  Tweedie, Neil. . The Telegraph. 2006-05-12  [2014-06-06]. （原始内容存档于2014-11-04） （英语）. （页面存档备份，存于）
14. ↑  . BBC News. 2001-11-22. （原始内容存档于2003-12-18） （英语）. （页面存档备份，存于）
15. ↑  . HUDOC - European Court of Human Rights. 2012-12-11  [2014-11-03]. （原始内容存档于2020-10-22）. （页面存档备份，存于）
16. ↑  . Embassy London. 2009-05-15  [2010-12-02]. （原始内容存档于2010-12-02）. （页面存档备份，存于）
17. ↑  Wilbert van der Zeijden. . Transnational Institute. 2011-01-20  [2018-05-26]. （原始内容存档于2018-07-09）. （页面存档备份，存于）
18. ↑  David Meyer. . Gigaom. 2014-06-30  [2018-06-10]. （原始内容存档于2014-09-05）. （页面存档备份，存于）
19. ↑  Cahal Milmo. . The Independent. 2014-06-30  [2018-06-10]. （原始内容存档于2018-06-12）. （页面存档备份，存于）
20. ↑  . BBC. 25 February 2019  [2023-10-19]. （原始内容存档于2021-01-26）. （页面存档备份，存于）

## 外部連結
- .   [2018-05-25]. （原始内容存档于2021-01-02） （英语）. （页面存档备份，存于） John Pilger（英语：John Pilger）在2004年拍攝的紀錄片
- .   [2018-05-25]. （原始内容存档于2021-03-29） （英语）. （页面存档备份，存于） 英國查戈斯支持組織
- .   [2018-05-25]. （原始内容存档于2021-01-20） （英语）. （页面存档备份，存于） 查戈斯的5分鐘簡介